# 비커스 전차
비커스 전차는 영국 비커스사가 개발한 주력전차로 105mm L7A1 50구경장 주포를 무장하게끔 디자인했다. 

## 개요
1960년대초, 영국은 수출을 목표로 한 24 톤짜리 총 20 톤짜리 전차를 설계했다. 해당 전차는 센추리처럼 잘 갖추어진 장비였지만 더 저렴하여 가격경쟁력도 있었다. 장갑을 경전차 설계의 2배로 만들었으나 센추리온보다 12톤은 더 가볍기 때문에 더 많은 무장을 휴대할 수 있는 여유가 생겼다. Vickers MBT Mk 1은 간단하고 저렴한 비용의 효과적인 전차로 개발됐다. 쿠웨이트에도 70량 수출됐고, 인도에도 개량 버젼이 생산됐다. 냉전을 대표했던 2세대 주력전차중 하나였다.

## 제원
- 이름 : 비커스
- 종류 : 2세대 주력전차
- 중량 : 38.6 톤 (42.5 톤)
- 최고속력(노상) : 50 km / h (31 mph)
- 엔진 : Leyland L60 (다중 연료 2 행정 대향 피스톤 압축 점화 )   650 마력 (480kW) 6 Cyl, 19 리터.
- 주무장 : 105 mm L7A1 건
- 부무장 : 1 x 12.7 mm 범위의 MG 700 회   1 x 7.62 mm MG (핀틀 마운트) 1,300 회   1x 7.62 mm MG (동축) 1,300 회
- 항속거리 : 530km
- 방호력 (포탑) : 80mm
- 방호력 (차체 경사) : 40mm

## 같이 보기
- 74식 전차
- M60 패튼
- AMX-30
- 레오파르트 1